# PSR B0329+54
Pulsar
PSR B0329+54 est un pulsar situé dans la direction de la constellation boréale de la Girafe.
Il a été découvert en 1968.